# Bullerjahn (Studententradition)
Der Bullerjahn war eine Studententradition in Göttingen, die nach dem Göttinger Musiker Rudolf Bullerjahn benannt wurde. Der Bullerjahn fand von etwa 1900 bis Anfang der 1970er Jahre jede Woche im Göttinger Ratskeller statt. Die Veranstaltung war weit über Göttingen hinaus bekannt und stellte eine große touristische Attraktion dar.

## Geschichte
Wann genau der Bullerjahn das erste Mal gefeiert wurde, lässt sich nicht mehr genau feststellen. Seine Ursprünge verdankt er dem Wettstreit des städtischen Orchesters unter der Leitung von Rudolf Bullerjahn und der Musikkapelle des Infanterieregiments 82 unter der Leitung des „schönen Meyer“ in den Jahren 1886–1890.
Ende der 1960er Jahre wurde der Ratskeller umgebaut; damit ging auch der Bullerjahn verloren. Er fand zwar noch einige Zeit in anderen Gaststätten statt, erreichte aber nicht mehr die Popularität wie früher und wurde schließlich eingestellt. Verschiedene Versuche, die Veranstaltung wiederzubeleben, schlugen fehl.
In der Jubiläumssaison des Göttinger Symphonie Orchesters anlässlich seines 140-jährigen Bestehens fand am 22. April 2002 im Ratskeller unter dem Titel Herr Direktor Bullerjahn ein – wie es das Saisonheft ausdrückte – vergnüglicher Abend mit Gedichten und Geschichten aus dem Göttinger Studentenleben sowie Studentenliedern statt, an dem neben einem Bläserquintett des GSO auch ein Gesangsensemble der Göttinger Studentenverbindung StMV Blaue Sänger in Göttingen im SV mitwirkte. Auch wenn diese Veranstaltung seitdem wiederholt stattfand und an den Bullerjahn erinnern soll, so ist sie nicht mit dem ursprünglichen Bullerjahn identisch. Von dieser Neuauflage des „Bullerjahn“ ist im Jahr 2004 auch eine CD erschienen.
Im Jahre 2010 fand der Bullerjahn im Deutschen Theater statt, da der Göttinger Ratskeller bis zum 4. November renoviert wurde.
Im November 2013 gab es wieder eine Veranstaltung namens Bullerjahn, die die alte Tradition wiederbeleben sollte. Rund 250 Verbindungsstudenten nahmen an der Veranstaltung im alten Ratskeller teil. Dabei gab es auch Überlegungen, die geschlossene Veranstaltung für alle Interessierten zu öffnen und wieder regelmäßig stattfinden zu lassen.

## Verlauf des Bullerjahn
Der Bullerjahn fand jeden Dienstag und Freitag, in seiner Endphase nur noch freitags, im Göttinger Ratskeller statt. Die Tische waren voll besetzt und jede Studentenverbindung hatte ihren festen Platz. Gegen Mitternacht wurde von den ersten Anwesenden die Forderung nach dem Bullerjahn laut. Als Gegenreaktion wurde stets „Viel zu früh!“ gerufen. Erst nach einiger Zeit ließ sich die Kapelle, die die Gäste bis dahin mit Vorkriegsschlagern unterhalten hatte, dazu herab, das Bullerjahnlied anzustimmen. Der Text dieses Liedes ist äußerst einfach: „Herr Direktor Bullerjahn, Bullerjahn ist da! Herr Direktor Bullerjahn, Bullerjahn, Herr Direktor Bullerjahn ist da! – Ist das nicht der wunderschöne Meyer, ja, ist das nicht der wunderschöne Meyer!“.
Danach folgten verschiedene Lieder wie etwa das Niedersachsenlied, Märkische Heide und andere. Es kam aber auch vor, dass für die einzelnen Verbindungen Lieder gespielt wurden. Gegen ein Uhr war die Veranstaltung in aller Regel beendet.

## Gastronomie
Nach Renovierung, Modernisierung und Wiedereröffnung im Herbst 2010 wird das Lokal im Göttinger Ratskeller von seinen Pächtern unter dem Namen „Bullerjahn“ betrieben.